# Drugi rząd Giuliana Amato

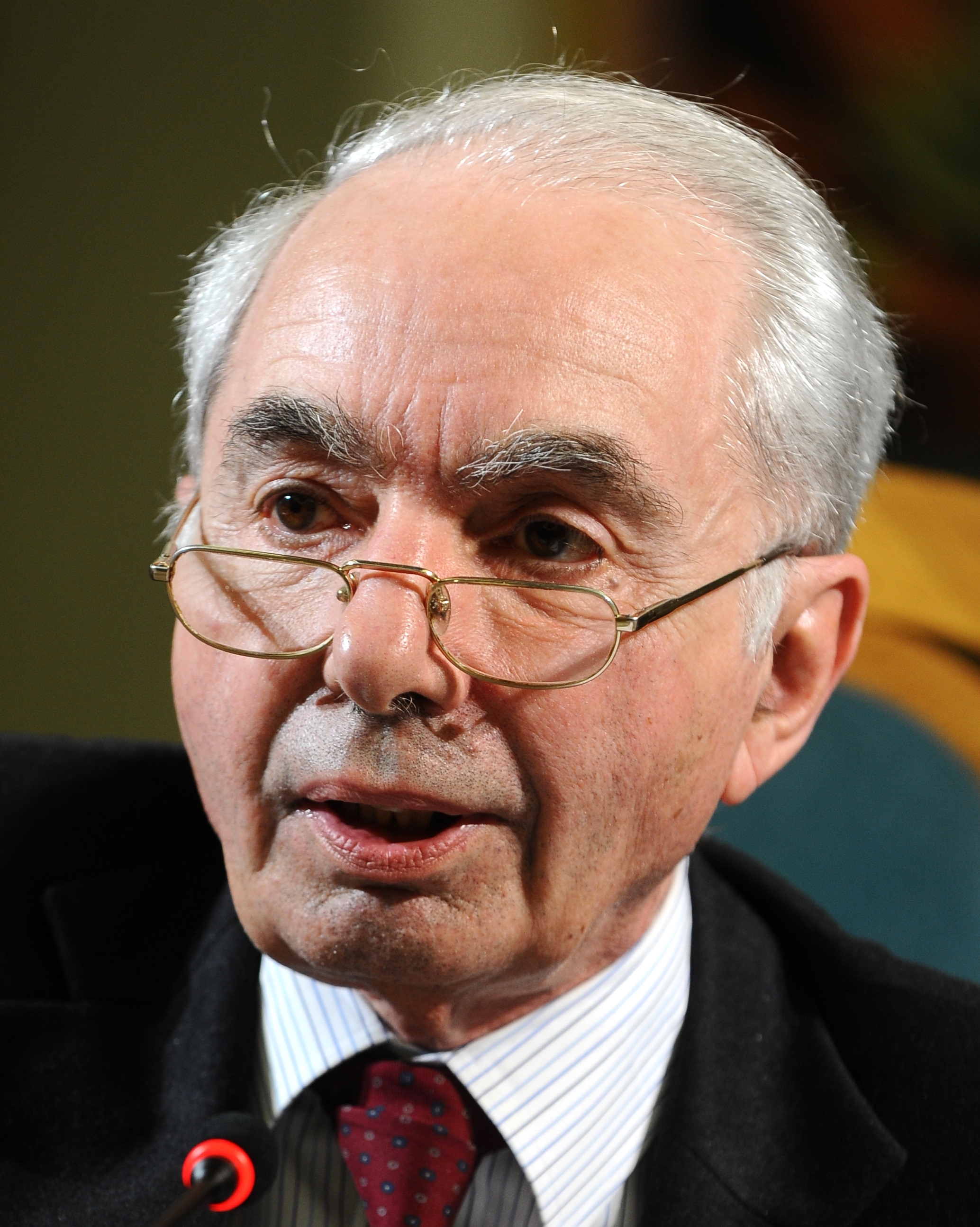
Giuliano Amato

Drugi rząd Giuliana Amato – rząd Republiki Włoskiej funkcjonujący od 25 kwietnia 2000 do 11 czerwca 2001.
Gabinet został ukonstytuowany po dymisji drugiego rządu Massima D’Alemy, spowodowanej nowymi ustaleniami w ramach wielopartyjnej centrolewicowej koalicji, do której powrócili Włoscy Demokratyczni Socjaliści.
Nową, opartą głównie o ugrupowania tworzące Drzewo Oliwne, Radę Ministrów sformował bezpartyjny Giuliano Amato (pełniący uprzednio funkcję premiera w latach 1992-1993), uzyskując wotum zaufania w Izbie Deputowanych i Senacie XIII kadencji.
W skład rządu (poza premierem) weszło 17 ministrów resortowych i 7 ministrów bez teki.
Najwięcej ministrów rekomendowały takie partie, jak Demokraci Lewicy (DS) i Włoska Partia Ludowa (PPI). Swoich przedstawicieli do rządu wprowadziły też partia „Demokraci” (Dem.), Partia Komunistów Włoskich (PdCI), Popolari-UDEUR, Federacja Zielonych (Verdi), Odnowienie Włoskie (RI) i Włoscy Demokratyczni Socjaliści (SDI).
Rząd ten funkcjonował przez ponad rok. Zakończył swoje urzędowanie po wyborach parlamentarnych w 2001, wygranych przez centroprawicową opozycję skupioną wokół Silvia Berlusconiego.

## Skład rządu
| funkcja                                             | minister                  | partia      | okres urzędowania | okres urzędowania |
| funkcja                                             | minister                  | partia      | od                | do                |
| --------------------------------------------------- | ------------------------- | ----------- | ----------------- | ----------------- |
| premier                                             | Giuliano Amato            | bezpartyjny | 25 kwietnia 2000  | 11 czerwca 2001   |
| minister spraw zagranicznych                        | Lamberto Dini             | RI          | 25 kwietnia 2000  | 11 czerwca 2001   |
| minister spraw wewnętrznych                         | Enzo Bianco               | Dem.        | 25 kwietnia 2000  | 11 czerwca 2001   |
| minister sprawiedliwości                            | Piero Fassino             | DS          | 25 kwietnia 2000  | 11 czerwca 2001   |
| minister skarbu, budżetu i planowania gospodarczego | Vincenzo Visco            | DS          | 25 kwietnia 2000  | 11 czerwca 2001   |
| minister finansów                                   | Ottaviano Del Turco       | SDI         | 25 kwietnia 2000  | 11 czerwca 2001   |
| minister przemysłu i handlu                         | Enrico Letta              | PPI         | 25 kwietnia 2000  | 11 czerwca 2001   |
| minister obrony                                     | Sergio Mattarella         | PPI         | 25 kwietnia 2000  | 11 czerwca 2001   |
| minister edukacji                                   | Tullio De Mauro           | bezpartyjny | 25 kwietnia 2000  | 11 czerwca 2001   |
| minister pracy i ochrony socjalnej                  | Cesare Salvi              | DS          | 25 kwietnia 2000  | 11 czerwca 2001   |
| minister polityki rolnej i leśnej                   | Alfonso Pecoraro Scanio   | Verdi       | 25 kwietnia 2000  | 11 czerwca 2001   |
| minister środowiska                                 | Willer Bordon             | Dem.        | 25 kwietnia 2000  | 11 czerwca 2001   |
| minister robót publicznych                          | Nerio Nesi                | PdCI        | 25 kwietnia 2000  | 11 czerwca 2001   |
| minister transportu                                 | Pier Luigi Bersani        | DS          | 25 kwietnia 2000  | 11 czerwca 2001   |
| minister zdrowia                                    | Umberto Veronesi          | bezpartyjny | 25 kwietnia 2000  | 11 czerwca 2001   |
| minister kultury                                    | Giovanna Melandri         | DS          | 25 kwietnia 2000  | 11 czerwca 2001   |
| minister łączności                                  | Salvatore Cardinale       | PPI         | 25 kwietnia 2000  | 11 czerwca 2001   |
| minister szkolnictwa wyższego, nauki i technologii  | Ortensio Zecchino         | PPI         | 25 kwietnia 2000  | 2 lutego 2001     |
| minister ds. stosunków regionalnych                 | Agazio Loiero             | UDEUR       | 25 kwietnia 2000  | 11 czerwca 2001   |
| minister ds. administracji publicznej               | Franco Bassanini          | DS          | 25 kwietnia 2000  | 11 czerwca 2001   |
| minister ds. równouprawnienia                       | Katia Bellillo            | PdCI        | 25 kwietnia 2000  | 11 czerwca 2001   |
| minister ds. polityki wspólnotowej                  | Gianni Francesco Mattioli | Verdi       | 25 kwietnia 2000  | 11 czerwca 2001   |
| minister ds. kontaktów z parlamentem                | Patrizia Toia             | PPI         | 25 kwietnia 2000  | 11 czerwca 2001   |
| minister ds. reform instytucjonalnych               | Antonio Maccanico         | Dem.        | 25 kwietnia 2000  | 11 czerwca 2001   |
| minister ds. solidarności społecznej                | Livia Turco               | DS          | 25 kwietnia 2000  | 11 czerwca 2001   |